# Gavin Mannion
Gavin Mannion, né le 24 août 1991 à Dedham (Massachusetts), est un coureur cycliste américain.

## Biographie
Fin 2015, il quitte la formation Jelly Belly-Maxxis pour rejoindre l'équipe continentale professionnelle australienne Drapac.
Au mois d'août 2017, il termine deuxième du Tour de l'Utah. 
Au deuxième semestre 2018, la presse sportive annonce que le coureur américain s'engage pour la saison 2019 avec la formation Rally. Il met un terme à sa carrière cycliste à l'issue de la saison 2022. 

## Palmarès

### Palmarès sur route
- 2009
  - 3e du Bermuda GP
- 2010
  - Lake Sunapee Bike Race
  - Norwell Circuit Race
  - 3e de la Green Mountain Stage Race
- 2011
  - Nutmeg Classic Criterium
  - Purgatory Road Race
- 2012
  - 1re étape du Tour de New Baunfels
  - 3e du championnat des États-Unis sur route espoirs
- 2013
  - 8e du Tour de l'Avenir
- 2015
  - 2e de la Redlands Bicycle Classic
  - 3e du Tour of the Gila
  - 3e de la Cascade Classic
- 2017
  - Pro Road Tour
  - 2e du Tour de l'Utah
  - 3e de la Cascade Classic
  - 3e de la Joe Martin Stage Race
- 2018
  - UCI America Tour
  - Pro Road Tour
  - 5e étape du Tour of the Gila
  - Colorado Classic :
    - Classement général
    - 2e étape

  - 2e du Tour of the Gila
- 2019
  - Louisville Criterium
- 2020
  - 4e et 5e étapes du Tour de Savoie Mont-Blanc

### Classements mondiaux
| Année                                 | 2011 | 2012 | 2013 | 2014 | 2015 | 2016  | 2017 | 2018 | 2019 | 2020 | 2021 | 2022  |
| ------------------------------------- | ---- | ---- | ---- | ---- | ---- | ----- | ---- | ---- | ---- | ---- | ---- | ----- |
| Classement mondial                    |      |      |      |      |      | 1100e | 307e | 214e | 966e | 361e | 768e | 1401e |
| UCI Europe Tour                       | 917e | nc   | 882e | nc   | nc   | 1728e | nc   | nc   |      |      |      |       |
| UCI Asia Tour                         | nc   | nc   | nc   | 353e | nc   | 189e  | nc   | nc   |      |      |      |       |
| UCI America Tour                      | nc   | 180e | 102e | nc   | 34e  | nc    | 6e   | 1er  | 119e | 25e  | 86e  | 192e  |
|                                       |      |      |      |      |      |       |      |      |      |      |      |       |
| Légende : nc = non classéSource : UCI |      |      |      |      |      |       |      |      |      |      |      |       |

### Palmarès en cyclo-cross
- 2006-2007
  - 3e du championnat des États-Unis de cyclo-cross débutants
- 2008-2009
  - 3e du championnat des États-Unis de cyclo-cross juniors